# Colibri de Cuvier
Phaeochroa cuvierii
Genre
Espèce
Répartition géographique
Statut de conservation UICN

 LC  : Préoccupation mineure
Statut CITES
Le Colibri de Cuvier (Phaeochroa cuvierii) est une espèce de colibris de la famille des Trochilidae, seule représentante du genre Phaeochroa.

## Description
Le colibri de Cuvier a le dessus vert-bronze métallique (parfois plus bronzé sur l'arrière). La queue est généralement plus bleuâtre ou vert argenté. La paire de rectrices latérales largement blanc grisâtre à l'extrémité, généralement teintée de gris sur la bande externe (il y a parfois une tache bronze sombre à la pointe du plumage externe), est séparée de la partie basale bronze-verdâtre par une bande mal définie de noirâtre terne ou sombre, la seconde paire avec une extrémité blanchâtre moins étendue mais bien visible, la troisième paire parfois légèrement grisâtre. Les rémiges sont ardoise-brunâtre foncé ou sombre, légèrement lustré de violacé. Le menton, la gorge, la poitrine sont plutôt bronze métallique terne ou vert-bronze, les plumes étroitement bordées de chamois-grisâtre terne ou gris chamois pâle. Les flancs, l'abdomen et la ligne médiane de la poitrine sont couleur isabelle pâle ou chamois brun terne, les premiers brillant de bronze ou vert-bronze. Des touffes blanches de chaque côté du croupion légèrement mêlé de grisâtre pâle. Le dessous de la couverture caudale est bronze métallique terne ou bronze-verdâtre largement bordé de blanc. Le bac est noir mat, la moitié basale (plus ou moins) de la mandibule brunâtre pâle ou blanchâtre, l'œil est brun foncé et les pattes sont sombres.

## Distribution
Cet oiseau vit en Amérique centrale et le nord-ouest de la Colombie.

## Habitat
Ce colibri habite les forêts sèches, les lisières et les clairières des forêts humides et des forêts galeries, la mangrove et divers types d'habitats avec une végétation clairsemée.

## Taxonomie
Stiles et Skutch (1989) ont noté que le genre monotypique Phaeochroa pourrait être fusionné en Campylopterus ; Schuchmann (1999) a fusionné Phaeochroa en Campylopterus, suivi de Dickinson (2003). Cependant, Phaeochroa a été séparé de Campylopterus, rétablissant ainsi les classifications traditionnelles (par exemple, Peters 1945, Meyer de Schauensee 1970) qui reconnaissent ce genre monotypique.   McGuire et al. (2014) ont constaté que Phaeochroa n'est pas particulièrement proche des Campylopterus mais plutôt la sœur de Leucippus fallax.

## Sous-espèces
Selon la classification de référence du Congrès ornithologique international (15.1, 2025) il se répartit en six sous-espèces (ordre phylogénique) :
- Phaeochroa cuvierii roberti (Salvin, 1861) ;
- Phaeochroa cuvierii maculicauda Griscom, 1932 ;
- Phaeochroa cuvierii furvescens Wetmore, 1967 ;
- Phaeochroa cuvierii saturatior (Hartert, 1901) — île Coiba ;
- Phaeochroa cuvierii cuvierii (Delattre et Bourcier, 1846) ;
- Phaeochroa cuvierii berlepschi Hellmayr, 1915.